# Roy Sherman
Roy Scheuermann, ook bekend als Roy Sherman (St. Louis, Missouri, 31 augustus 1909 - Indianapolis, Indiana, 20 oktober 1968) was een Amerikaans autocoureur. In 1951 schreef hij zich in voor de Indianapolis 500, maar hij wist zich hiervoor niet te kwalificeren. Deze race was ook onderdeel van het Formule 1-kampioenschap. Hij was ook de monteur van Johnny Thomson in verschillende Indianapolis 500's. In 1951 reed hij ook twee AAA Championship Car-races, waar hij in beide races kortstondig Andy Linden verving. Hij is opgenomen in de National Midget Auto Racing Hall of Fame.